# Moisès Hamon
Moisès Hamon (1490-1554) fou un metge jueu originari de Granada, fill de Josep Hamon (metge de Baiazet II i de Selim I). Fou el metge principal del sultà Solimà I el Magnífic i va participar en les intrigues faccionals de la cort. Va escriure un tractat sobre art dental en turc.